# Pitcairn PA-33
Die Pitcairn PA-33 war ein Tragschrauber des US-amerikanischen Herstellers Pitcairn Aircraft Company und wurde als YG-2  durch das United States Army Air Corps (USAAC) erprobt. Es wurden lediglich Prototypen hergestellt.
Die erste mit zwei Sitzen in Tandemausführung gebaute PA-33 wurde vom USAAC als YG-2 und das zweite Exemplar von der US Navy als XOP-2 bezeichnet. Die zweite gebaute Maschine erhielt die Werksbezeichnung PA-34 und soll aus der XOP-1 mit der Bureau Number A-8850 aufgebaut worden sein.  Beide Exemplare verwendeten als Antrieb einen 420 PS leistenden Wright R-975E-2-Sternmotor. Der Durchmesser des Rotors betrug jeweils 14,08 m (46 ft. 2 in.).
Nach abweichenden Literaturangaben sollen neben der einzelnen YG-2 (USAAC-Seriennr. 35-279) noch drei Maschinen als XOP-1 für die US Navy hergestellt worden sein. Diese trugen die Bureau Number A-8850 und A-8976/77. Die A-8976 soll demnach später an das US Marine Corps überstellt worden sein. Wahrscheinlich waren diese drei Maschinen jedoch Varianten der PCA-2.